# Petelin (priimek)
Petelin je priimek v Sloveniji in tujini. Po podatkih Statističnega urada Republike Slovenije je na dan 1. januarja 2010 v Slovenjiji uporabljalo ta priimek 457 oseb. 

## Znani slovenski nosilci priimka
- Andrej Petelin (1922—2001), zadružni organizator
- Boris Petelin (*1960?), računalničar, oceanograf (NIB/MBP)
- Božidara Kremžar Petelin (*1928), pedagoginja
- Ciril (Ivan) Petelin (1910—1984), cistecijanski pater, stiški menih, nato duhovnik v Argentini
- David Petelin (*1984), zgodovinar
- Jakob Petelin Gallus (1559—1591), skladatelj
- Jože J. Petelin (*1953), enigmatik, urednik
- Matej Petelin, fotograf
- Miklavž (S.) Petelin (1936—2013), psihiater in psihoterapevt
- Milan Petelin, stomatolog parodontolog, prof. MF
- Miroslav Petelin (1890—1964), častnik, Maistrov borec
- Ruža Lucija Petelin (1906—1974), slovensko-hrvaška pesnica, pisateljica, režiserka in prevajalka
- Stanko Petelin - Vojko (1924—1984), partizanski poveljnik, vojni zgodovinar in publicist
- Stojan Petelin (*1952), doktor strojništva, izvedenec za jedrsko energijo, univ. prof. (FPP UL) in njen zaslužni prof.
- Tina Petelin (*1985), fotomodel, Miss Slovenije 2009, oglaševalka...

## Znanani tuji nosilci priimka
- Boris Petelin (1924-1990), ruski hokejist